# Horremer Mühle

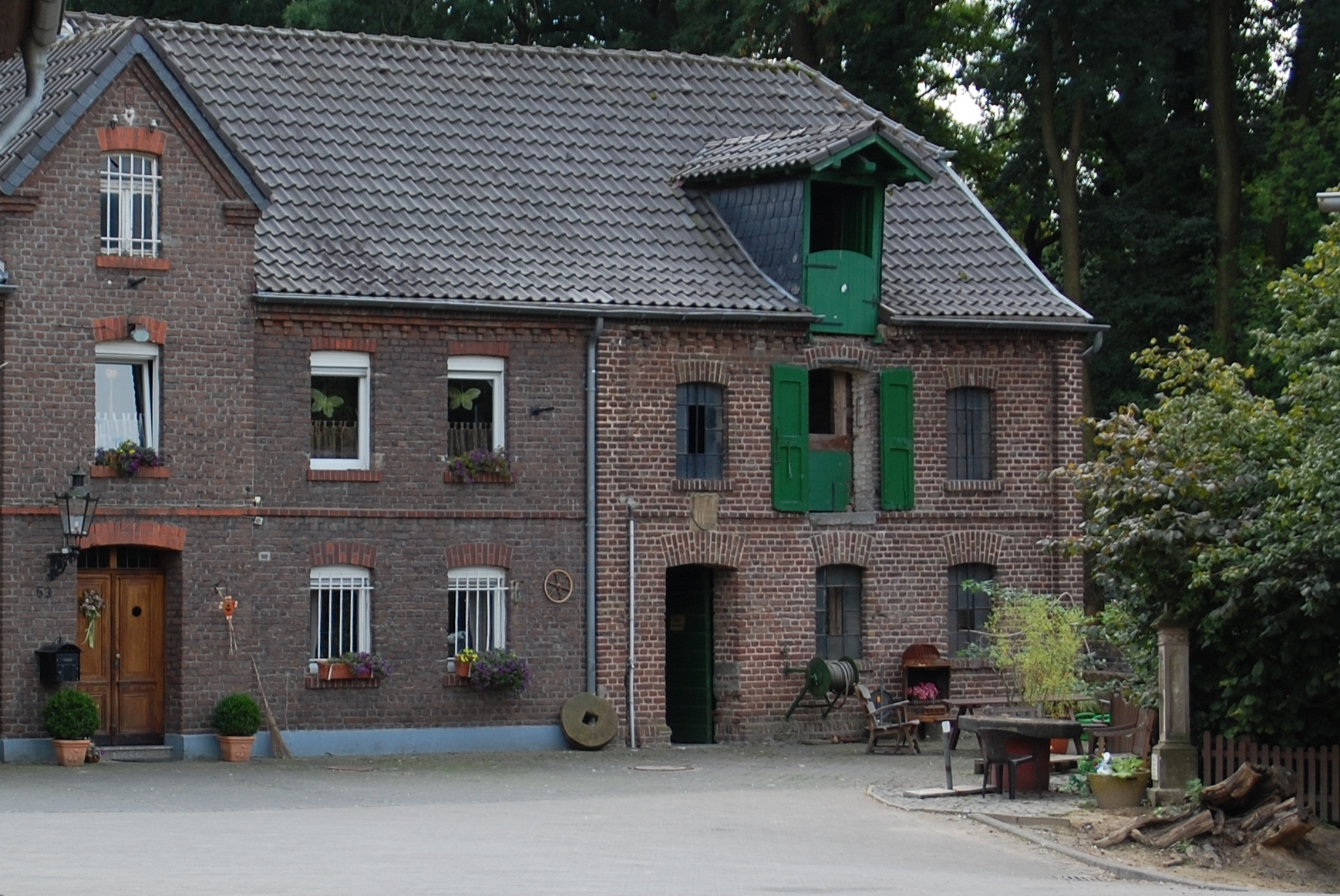
Horremer Mühle

Die Horremer Mühle ist eine ehemalige Wassermühle im Ortsteil Horrem der großen kreisangehörigen Stadt Kerpen im Rhein-Erft-Kreis in Nordrhein-Westfalen.

## Geschichte
1420 wurde die Horremer Mühle urkundlich als Korn- und Ölmühle erstmals erwähnt. Damals war sie im Besitz der Herren von Hemmersbach. Zwischen 1677 und 1881 wechselte sie mehrmals ihre Pächter bzw. Besitzer. 1807 wurde die Horremer Mühle als Moulin de Bran in die Tranchotkarte eingetragen. Die Mühle in ihrer heutigen Gestalt entstand 1890. Die Nachfahren der damaligen Pächterfamilie, Anna Klettenberg und ihr Ehemann Gottfried Jungen, erwarben sie im Jahre 1994 von den Erben der Familie Berghe von Trips.
Die Horremer Mühle zeugt bis heute in unveränderter Form von der ganzen Bandbreite der Getreidemüllerei-Entwicklung des 20. Jahrhunderts. Die gesamte Technik der Mühle befindet sich in einem voll funktionsfähigen Erhaltungszustand und wird heute zur Stromerzeugung für den Eigenbedarf genutzt.
Heute betreiben die Besitzer in dem komplett renovierten Gut Horremer Mühle neben der Landwirtschaft eine Metzgerei, einen Hofladen und einen Partyservice.

## Beschreibung

### Architektur

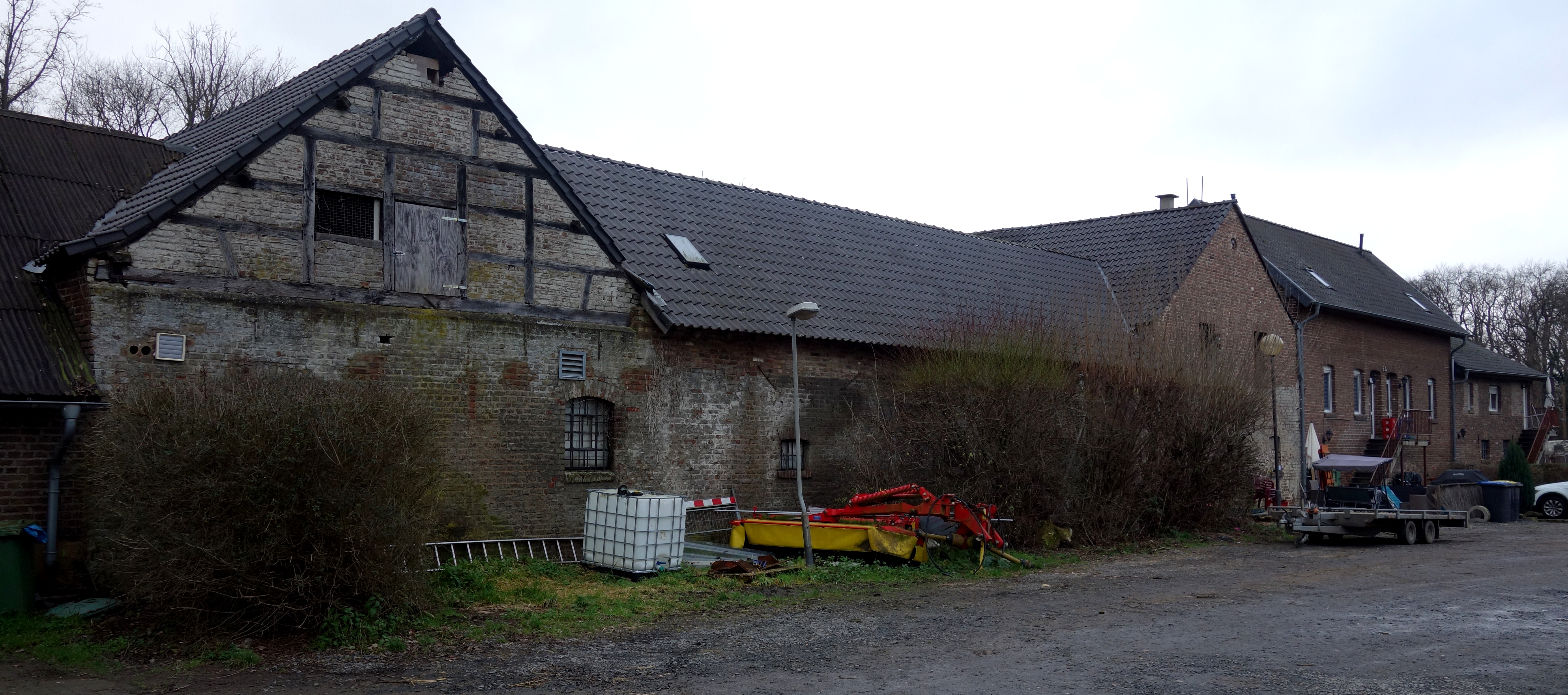
Backstein-Nebengebäudekomplex

Die Wassermühle gliedert sich in eine geschlossene Vierseithofanlage fränkischer Bauart mit Scheune und Stallungen ein. Das Mühlengebäude ist ein zweigeschossiger Fachwerkbau mit Satteldach und besitzt flussseitig einen Backsteingiebel mit Krüppelwalm. Die eingeschossigen Nebengebäude sind in Backsteinbauweise errichtet und mit Satteldächern versehen.

### Technische Ausstattung
Die Horremer Mühle ist ausgestattet mit einem mittelschlächtigen Wasserrad. Dieses besteht aus einer Eisenkonstruktion mit Speichen, Holzzähnen und 48 Schaufeln. Es hat einen Durchmesser von etwa sechs Metern und ist umgeben von einer Backsteinmauer, in die das Erftwehr mit zwei Schütztafeln aus Stahlblech, die mit Gewindestangen und horizontalen Handrädern bedient werden, eingelassen ist. Ein zweites Wehr direkt vor dem Wasserrad regelt die Wasserzufuhr zum Rad.
Trotz räumlicher Enge ermöglicht die Mühle eine Getreidebevorratung in kleinen hölzernen Silozellen, die vom Steinboden bis zum Plansichterboden reichen. Die im Kriechkeller installierten Ausläufe münden in einer Transportschnecke. Es gibt Zuläufe zum Elevatorfuß, einem Teil des Förderwerks, welcher das einlaufende Mahlgut schöpft, sowie zur Absackvorrichtung.

### Wasserzufuhr

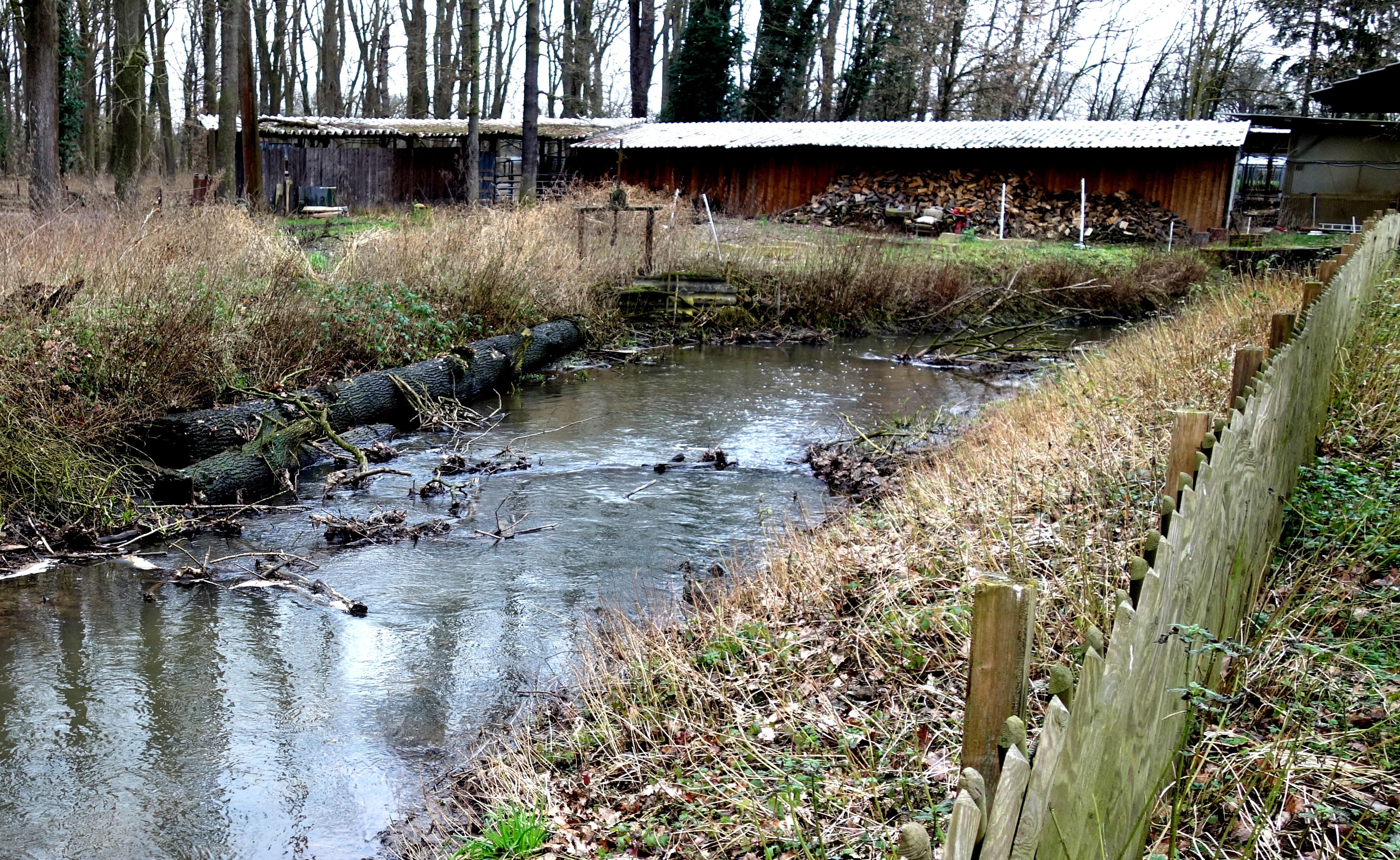
Kleine Erft im Bereich der Horremer Mühle

Die Mühle liegt an der Kleinen Erft, deren Oberlauf in ein Gerinne mündet. Ein seitlicher Überlaufschütz ist links zur Fließrichtung so angeordnet, dass das überschüssige Wasser über den Überlaufschütz in den verbreiterten Untergraben geleitet wird. Die benötigte Wassermenge wird von dem Stauschütz am Übergang vom Gerinne zum Wasserlauf in Verbindung mit dem Überlaufschütz reguliert.

## Denkmalschutz
Die Horremer Mühle wurde am 8. Juli 1988 unter der Nummer 100 in die Liste der Baudenkmäler in Horrem (Kerpen) eingetragen.